# غونتر أنديرس
غونتر أنديرس (بالألمانية: Günther Anders)‏ هو مشغل كاميرا ومصور سينمائي ومخرج ألماني، ولد في 8 نوفمبر 1908 في برلين في ألمانيا، وتوفي في 16 سبتمبر 1977 في ميونخ في ألمانيا.

## وصلات خارجية
- غونتر أنديرس على موقع IMDb (الإنجليزية)
- غونتر أنديرس على موقع ألو سيني (الفرنسية)
- غونتر أنديرس على موقع أول موفي (الإنجليزية)
- غونتر أنديرس على موقع قاعدة بيانات الأفلام السويدية (السويدية)
- غونتر أنديرس على موقع قاعدة بيانات الفيلم (الإنجليزية)
- غونتر أنديرس على موقع كينوبويسك (الروسية)